# Villa des Roses (Fontainebleau)
Pour les articles homonymes, voir Villa des Roses.
La villa des Roses, à sa fondation villa Henriette, est une demeure du XIXe siècle située entre Fontainebleau et Avon, en France. Longtemps propriété bourgeoise, elle est la dernière « villa-château » du quartier.

## Situation et accès
L'édifice est territorialement situé au nord-est de la ville Fontainebleau, mais son entrée principale est située au no 23 de l'avenue Franklin-Roosevelt (anciennement, du Chemin-de-Fer), au nord-ouest d'Avon. Plus largement, il se trouve dans le département de Seine-et-Marne, en région Île-de-France. Cette particularité est partagée avec l'ancienne villa Sainte-Marie.

## Histoire
En mars 1863, Alfred Meunier achète un terrain de l'avenue du Chemin-de-Fer (actuellement, Franklin-Roosevelt) sur lequel il fait plus tard construire la villa Henriette. Elle est renommée plus tard villa des Roses. La villa est vendue le 10 avril 1890, par Antoine-Charles Tardieu, marquis de Maleissye, et Charlotte-Louis-Adélaïde-Berthe-Delphine-Marie de Salignac de la Motte-Fénelon, son épouse, à Albert Sauvée.

Blason de la famille Tardieu de Maleissye.
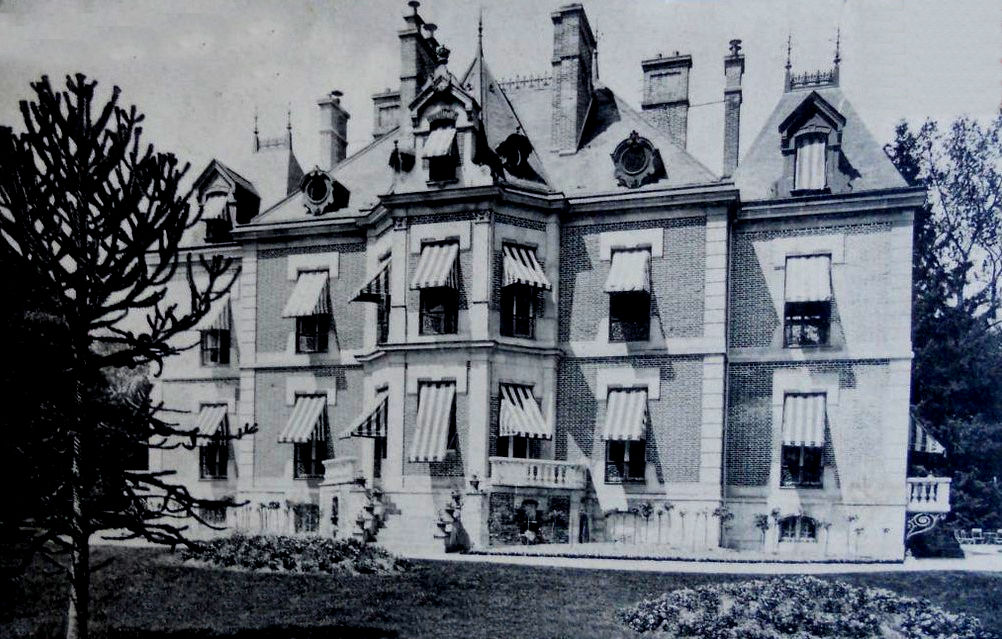
Façade sud-ouest de la villa, depuis la cour, en 1908.

Jouxtant des terrains non bâtis à la fin du XIXe siècle, la villa fait partie des propriétés bourgeoises et villas d'Avon qui se développent progressivement autour de cette avenue qui va vers Fontainebleau, bien qu'en retrait par rapport aux autres pavillons,. C'est d'ailleurs le dernier témoin des « villas-châteaux » qui ont colonisé le quartier au XIXe siècle.

## Structure
En 1890, l'étude de l'avoué Ernest Hardy en donne la description suivante :

« Une grande propriété [...] comprenant un petit château, communs, deux pavillons à droite et à gauche de la grille d'entrée, grand parc, jardin potager, installation de gaz et d'eau de Seine, le tout d'une contenance de 34 000 mètres environ, tenant par devant à l'avenue du Chemin-de-Fer par l'avenue des Marronniers, donnant accès à la propriété, Mlle Jones Dussault et MM. Rigault et Baptiste François, par derrière sur la forêt de Fontainebleau, d'un côté Mme Dollfus, et d'autre à l'avenue des Carrosses [actuellement, du Touring-Club] »

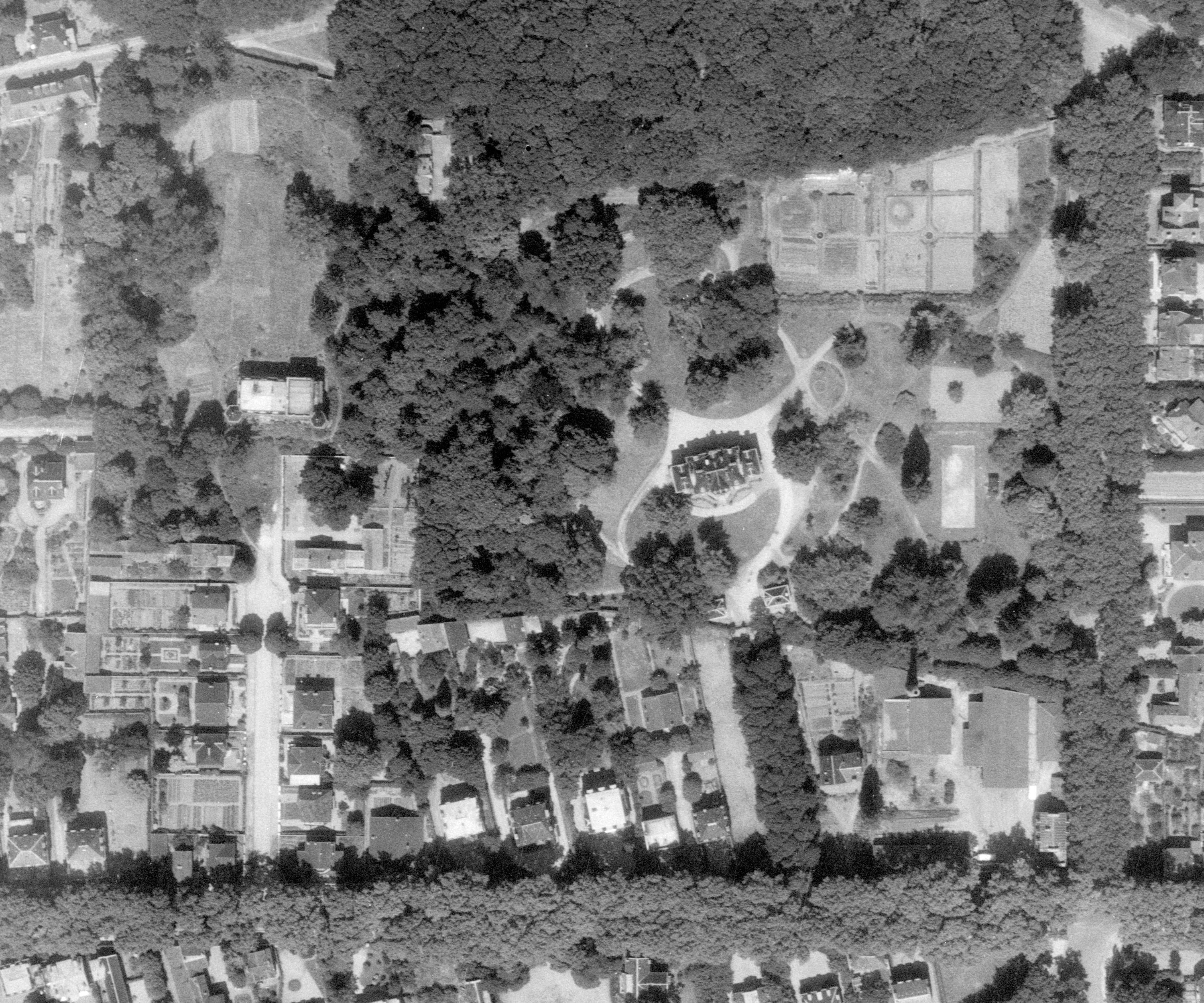
Vue orthophotographique des domaines des villas Sainte-Marie (gauche) et des Roses (droite) entre l'avenue de la Gare (actuellement, Franklin-Roosevelt) et la forêt, en mai 1947 (nord en haut, à droite).
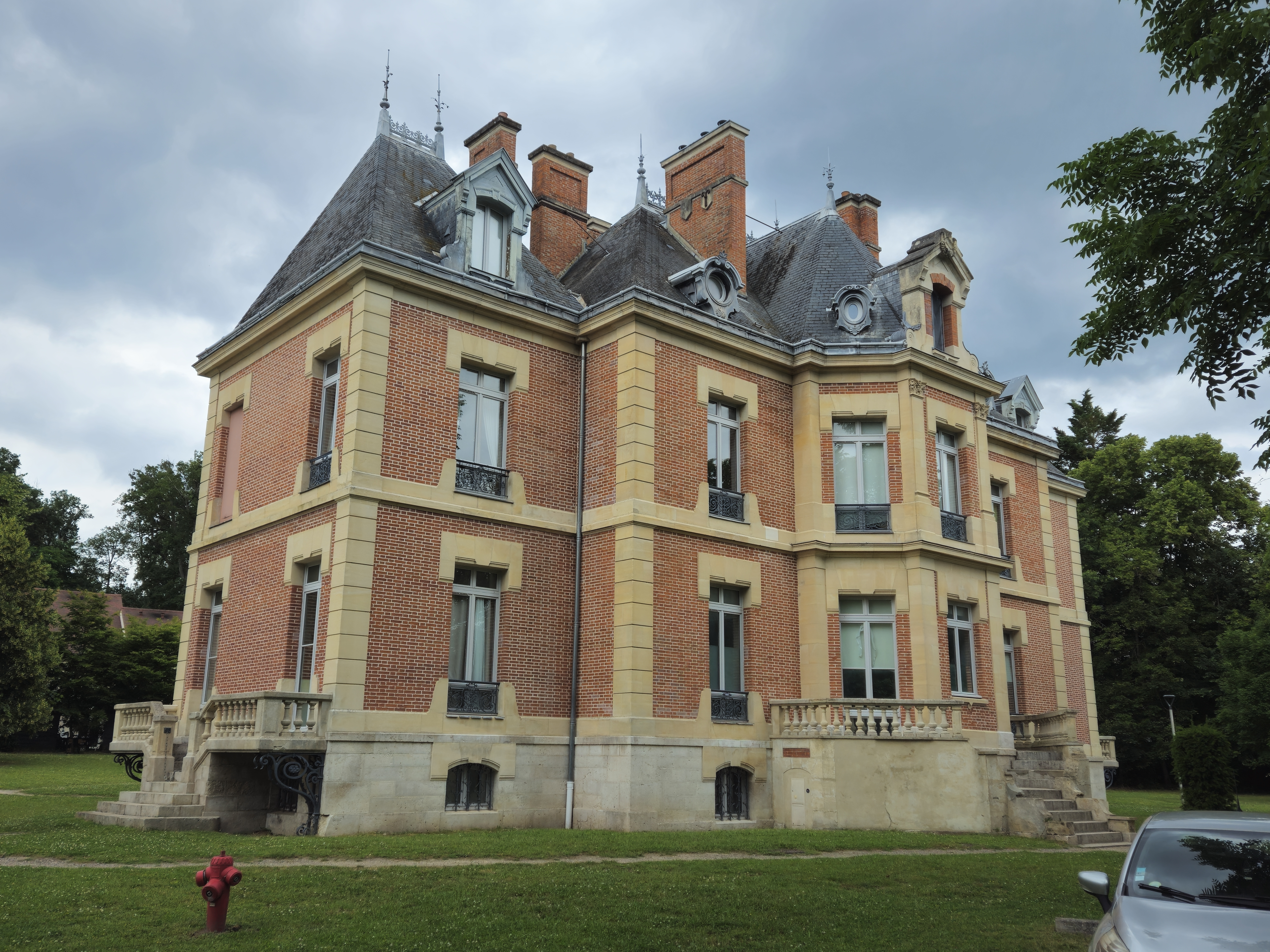
Façade sud-est depuis la cour de la résidence, en juillet 2024.
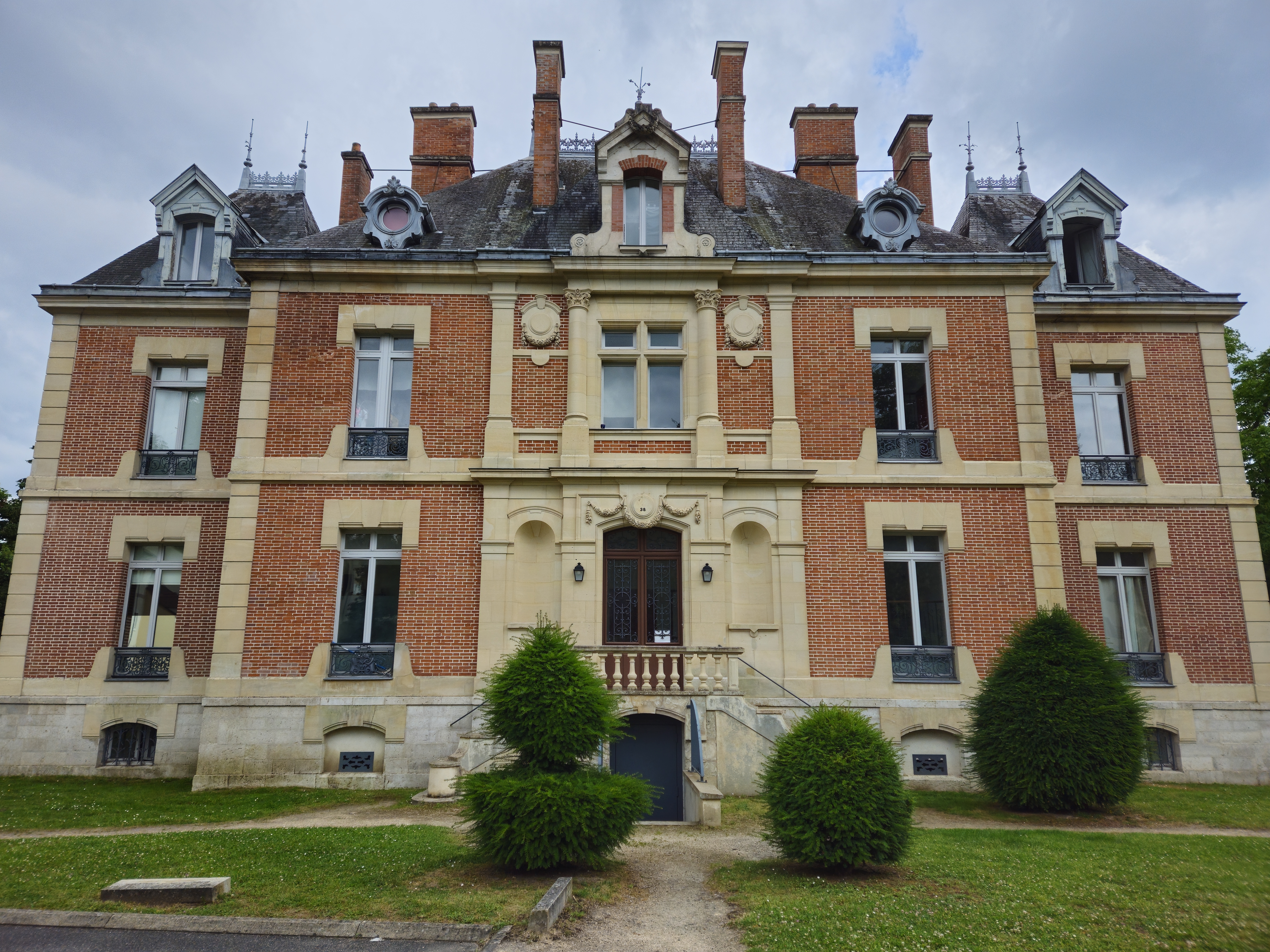
Vue rapprochée de la façade nord-ouest, en juillet 2024.